# Circondario di Frisinga
Il circondario di Frisinga è uno dei più importanti circondari che compongono la Baviera.

## Città e comuni
(Abitanti il 31 dicembre 2023)
| Comuni del circondario | ;Città 1. Frisinga, (grande città circondariale) (49 939) 2. Moosburg a.d.Isar (20 027) Città mercato 1. Au i.d.Hallertau (6 348) 2. Nandlstadt (5 643) Comunità amministrative (Verwaltungsgemeinschaft) 1. Allershausen con i comuni di Allershausen e Paunzhausen 2. Mauern con i comuni di Gammelsdorf, Hörgertshausen, Mauern e Wang 3. Zolling con i comuni di Attenkirchen, Haag a.d.Amper, Wolfersdorf e Zolling | Comuni 1. Allershausen (6 271) 2. Attenkirchen (2 774) 3. Eching (14 475) 4. Fahrenzhausen (5 138) 5. Gammelsdorf (1 578) 6. Haag a.d.Amper (2 956) 7. Hallbergmoos (12 140) 8. Hohenkammer (2 716) 9. Hörgertshausen (2 001) 10. Kirchdorf a.d.Amper (3 303) 11. Kranzberg (4 263) 12. Langenbach (4 110) 13. Marzling (3 311) 14. Mauern (3 164) 15. Neufahrn b.Freising (20 819) 16. Paunzhausen (1 605) 17. Rudelzhausen (3 498) 18. Wang (2 551) 19. Wolfersdorf (2 556) 20. Zolling (5 090) |